# Le malizie di Venere
Le malizie di Venere é um filme italiano de 1969, gênero drama, dirigido por Massimo Dallamano. É baseado no livro Venus im Pelz do escritor austríaco Leopold von Sacher-Masoch.
Lançado na Alemanha em 1969 e nesse mesmo ano em Itália com o título de Venere nuda, o filme foi imediatamente censurado, só voltando aos cinemas italianos em 1975.

## Sinopse
Após um primeiro encontro com a bela Wanda (Laura Antonelli), Severin decide segui-la e observá-la secretamente. Acaba por se desenvolver entre eles uma estranha relação de dominante/dominado. Mas essa relação acaba por falhar, Severin consola-se com Gracia, a governanta, enquanto Wanda encontra Bruno, que se instala na casa e humilha Severin. Este sai de casa e busca consolo numa prostituta, que acaba por se parecer muito com Wanda e o deixa tratá-la como ele era tratado em sua casa.

## Elenco
- Laura Antonelli: Wanda
- Régis Vallée: Xavier
- Loren Ewing: Bruno
- Renate Kasché: Gracia
- Werner Pochath: Manfred
- Mady Rahl: Helga